# Medasina
Medasina là một chi bướm đêm thuộc họ Geometridae.